# Adoretus patruelis
Adoretus patruelis är en skalbaggsart som beskrevs av Hermann Julius Kolbe 1914. Adoretus patruelis ingår i släktet Adoretus och familjen Rutelidae. Inga underarter finns listade i Catalogue of Life.